# 2014年晋济高速燃爆事故
晋济高速公路山西晋城段岩后隧道“3·1”特别重大道路交通危化品燃爆事故，是指北京时间2014年3月1日，发生在山西省晋城市境内的晋济高速岩后隧道内的追尾、起火、爆炸事故。据国务院调查组确认，事故共造成31人死亡、9人失踪，隧道内42台车辆及煤炭等货物被引燃、引爆。

## 灾后

### 伤亡人数存疑
3月5日，山西当地已宣称搜寻结束，并公布死亡人数为13人。但该伤亡数据远远少于国务院调查组到来之后透露的数字，引发对当地政府试图瞒报伤亡人数的质疑。

### 交警坠亡
3月22日，据媒体称该事故现场的第一目击人侯玉被发现在晋济高速公路河南方向一座约300米高的高架桥下坠亡。侯玉是山西高速交警三支队八大队执勤民警，在事故发生时最先赶赴现场，参与事故现场处置。据称3月20日上午，侯玉被晋城市人民检察院叫走谈话，下午才放回，次日便坠桥身亡。